# Bad Ragaz
Bad Ragaz és un municipi del cantó de Sankt Gallen (Suïssa), situat al districte de Sarganserland.

## Agermanaments
- Krummhörn (Alemanya)